# Adèle d'Osmond
Adelaida Carlota Luisa Leonor Adèle d’Osmond, por su matrimonio condesa de Boigne (Versalles, 19 de febrero de 1781 - Paris, 10 de mayo de 1866) es una autora y noble francesa.

## Biografía

### Antiguo Régimen y Revolución
Hija del René Eustache, III marqués de Osmond y de Éleonor Dillon (1753-1831) y hermana de Rainulphe d'Osmond, fue compañera de juegos del malogrado Luis José, Delfín de Francia, primero de los hijos de Luis XVI. 
Durante la Emigración, en Londres contrajo matrimonio el 11 de junio de 1798, en la capilla francesa en Londres, con Benoît Le Borgne, Conde de Boigne (1751-1830), gentilhombre sardo, de quien no tuvo descendencia. En 1802 se separan, volviendo el conde de Boigne a Saboya.
Adèle vuelve a Francia en 1804 y forma parte, hasta el fin del Imperio de los círculos realistas que el Emperador toleraba. Es en esta época cuando conoce a otras grandes mujeres de la época como Madame de Staël o Madame Récamier.

### Restauración y Monarquía de Julio
Desde la Restauración de los Borbones en el trono francés en 1814, accede a una posición mundana de primer plano. El nombramiento de su padre como embajador de Su Majestad Cristianísima en Turín y Londres sucesivamente, hace que le acompañe en sus embajadas antes de su vuelta definitiva a París. Además de París también alterna estancias en sus casa de Châtenay-Malabry y Trouville. Comienza entonces a reunir en su salón a diversas personalidades de mundos de la aristocracia, la literatura, la diplomacia y la política.
Tras la Revolución de 1830, el nuevo estado será para Madame de Boigne el zenit de su gloria, en parte debido a su relación estrecha con la familia ahora reinante al ser amiga íntima de la previamente duquesa de Orléans, Maria Amalia de las Dos-Sicilias.  Es en este momento cuando su salón toma un cariz netamente político. Es entonces cuando redacta sus Memorias bajo el título: Récits d’une tante, Mémoires de la comtesse de Boigne née d’Osmond. (Que serán publicadas en 1907-1908 y en versión integral en 1921-1923). Marcel Proust fue un lector entusiasta de las mismas e incluso llega a forjar a madame de Villeparisis teniendo como modelo a madame de Boigne, en su obra cumbre La búsqueda del tiempo perdido.

Fue también amante del duque de Pasquier que sería nombrado en 1837 Canciller de Francia por Luis Felipe. Sobre este último recoge Montalivet lo siguiente:
« C'était une croyance assez répandue aux Tuileries et au Luxembourg, qu'après la mort de Mme Pasquier, le chancelier avait épousé en Angleterre Mme de Boigne […] Je suis de ceux qui ont cru au mariage secret. Quoi qu'il en soit, pendant la dernière partie de sa vie, le duc Pasquier vécut avec la comtesse de Boigne dans la plus douce et la plus constante intimité. »
(« Es una creencia bastante extendida en las Tullerías, que tras la muerte de madame de Pasquier, el Canciller se había casado en Inglaterra con madame de Boigne. […] Soy de aquellos que han creído en el matrimonio secreto. Sea lo que sea, durante la última parte de su vida, el duque Pasquier vivió con la condesa de Boigne en la más dulce y constante intimidad »)
Entre sus amistades se contaban entre muchas otras por ejemplo, el conde Pozzo di Borgo, embajador de Rusia en París o el conde de Nesselrode, ministro de Asuntos Extranjeros de Alejandro I de Rusia.
Dos novelas de su mano, se publicaron póstumamente: La Maréchale d'Aubemer, nouvelle du XVIIIe siècle (1866) et Une passion dans le grand monde (1867).
- Datos: Q2825439
- Multimedia: Adèle d'Osmond / Q2825439